# 4 Scorpii
4 Scorpii, som är stjärnans Flamsteed-beteckning, är en ensam stjärna, belägen i den mellersta delen av stjärnbilden Skorpionen. Den har en  skenbar magnitud av ca 5,63 och är mycket svagt synlig för blotta ögat där ljusföroreningar ej förekommer. Baserat på parallaxmätning inom Hipparcosuppdraget på ca 8,0 mas, beräknas den befinna sig på ett avstånd på ca 410 ljusår (ca 130 parsek) från solen. Den rör sig närmare solen med en heliocentrisk radialhastighet på ca -29 km/s. Den kommer att uppnå ett perihelionsavstånd på 280 ljusår om ca 2 miljoner år.

## Egenskaper
4 Scorpii är en blå till vit stjärna i huvudserien av spektralklass A3 V. Den har en massa som är ca 2,6 solmassor, en radie, som är ca 4,4 solradier och utsänder från dess fotosfär ca 92 gånger mera energi än solen vid en effektiv temperatur av ca 8 400 K.